# Neewiller-près-Lauterbourg
Neewiller-près-Lauterbourg (in tedesco Nehweiler, in alsaziano Nawiller) è un comune francese di 688 abitanti situato nel dipartimento del Basso Reno nella regione del Grand Est.

## Società

### Evoluzione demografica
Abitanti censiti